# Mewa południowa
Mewa południowa, mewa dominikańska (Larus dominicanus) – gatunek dużego ptaka wodnego z rodziny mewowatych (Laridae), zamieszkujący przybrzeżne wody mórz i oceanów, wybrzeża i wyspy półkuli południowej. Nie jest zagrożony.

## Zasięg występowania
Zasięg występowania mewy południowej obejmuje: wyspy Antarktyki i Subantarktyki (w tym m.in. Falklandy, Georgię Południową, Sandwich Południowy, Orkady Południowe, Szetlandy Południowe), południowe wybrzeża Afryki (w tym Madagaskaru) i Australii, wybrzeża Ameryki Południowej (na północy aż po Ekwador i południową Brazylię) oraz Nową Zelandię. Jedyny gatunek mew występujący na Półwyspie Antarktycznym i we wschodniej części Antarktydy.

## Morfologia
Wyraźny jedynie dymorfizm wiekowy. Długość ciała ok. 54–65 cm, rozpiętość skrzydeł 128–142 cm, masa ciała 0,9–1,34 kg. Samce są większe od samic. Osobniki dorosłe: biała głowa, korpus i ogon. Z wyjątkiem białych brzegów zewnętrzna strona skrzydeł i grzbiet między nimi czarne. Dziób żółty z czerwoną plamką na jego spodniej części. Osobniki młodociane mają szaro-brązowe, dropiate ubarwienie, czarny dziób.

## Ekologia i zachowanie

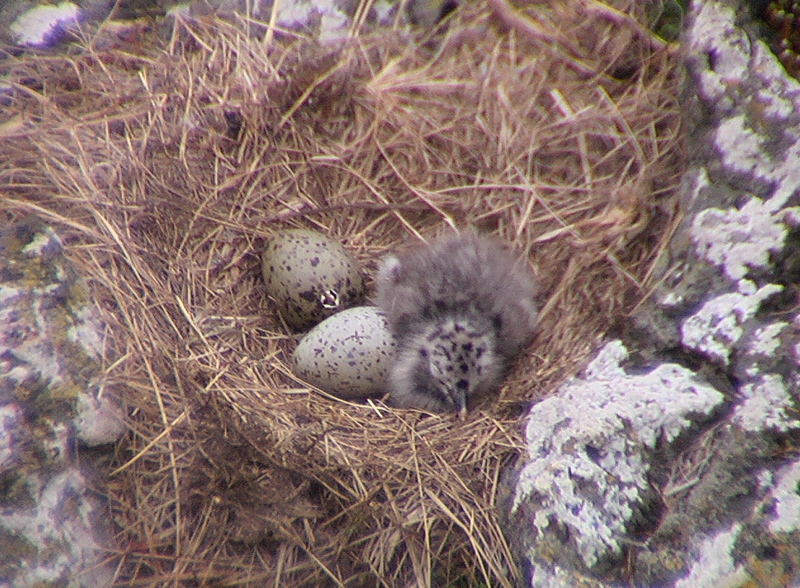
Jaja i pisklę mewy południowej

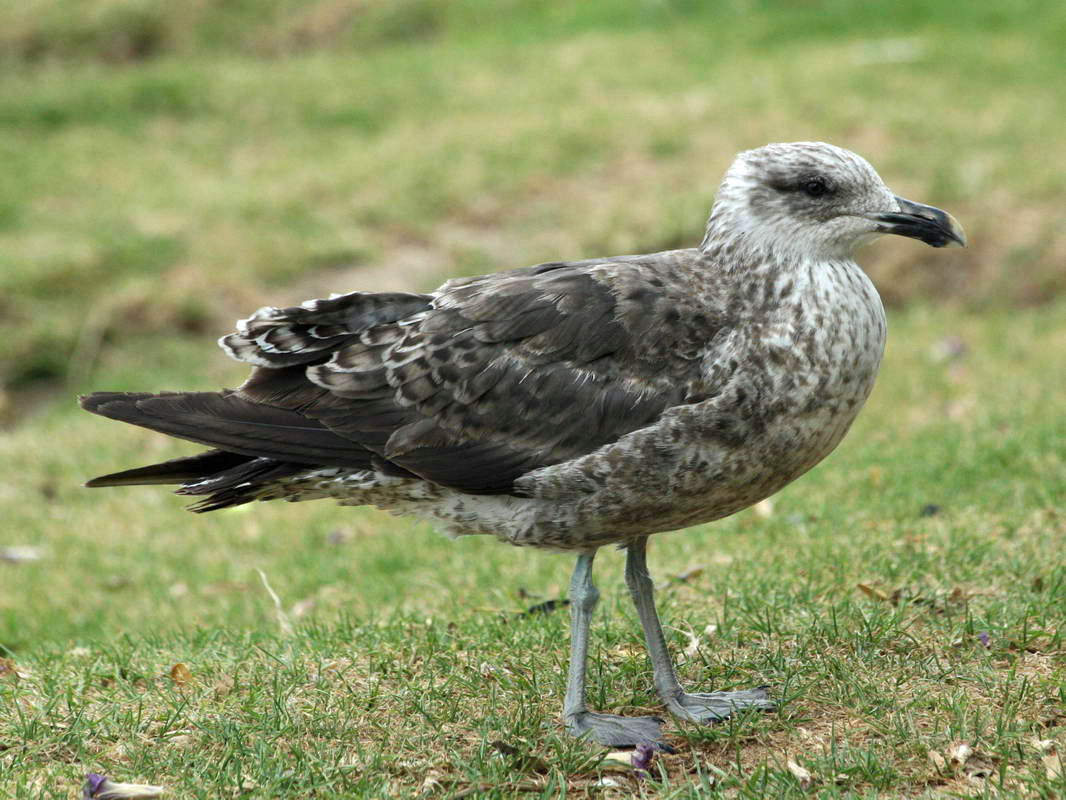
Osobnik młodociany

BiotopBrzegi mórz i wody przybrzeżne.
GniazdoGniazdują w niewielkich koloniach na skalistych wzgórzach i klifach nadmorskich.
JajaW ciągu roku wyprowadzają jeden lęg, składając 2–3 jaja.
WysiadywanieJaja wysiadywane są przez okres 24–30 dni przez obydwoje rodziców.
PisklętaPisklęta po wykluciu pokryte są szarawym puchem z czarnymi plamkami na głowie. Ich karmieniem zajmują się oboje rodzice. Młode w pełni opierzone stają się po około 7 tygodniach od wyklucia.
PożywienieMewy południowe żywią się mięczakami, rybami, skorupiakami planktonowymi, jak również padliną. Często podążają za statkami, kradnąc pożywienie rybitwom. W Antarktyce głównym źródłem pokarmu są ślimaki Nacella concinna (czareczki). Młode osobniki żywią się małymi rybami, głównie młodymi śledzikami antarktycznymi Pleuragramma antarcticum, które występują blisko powierzchni wody i są odpowiednio małe.

## Status
Międzynarodowa Unia Ochrony Przyrody (IUCN) nieprzerwanie od 1988 roku uznaje mewę południową za gatunek najmniejszej troski (LC – Least Concern). Całkowitą liczebność populacji szacuje się na 3,3–4,3 miliona osobników. Globalny trend liczebności populacji uznawany jest za wzrostowy, choć niektóre populacje mają nieznane trendy liczebności.

## Podgatunki
Międzynarodowy Komitet Ornitologiczny (IOC) wyróżnia następujące podgatunki L. dominicanus:
- L. d. dominicanus M.H.C. Lichtenstein, 1823 – wybrzeża Ameryki Południowej, Falklandy, Georgia Południowa, wybrzeża Australii, Nowa Zelandia
- L. d. vetula Bruch, 1853 – wybrzeża Afryki Południowej
- L. d. judithae Jiguet, 2002 – subantarktyczne wyspy Oceanu Indyjskiego
- L. d. melisandae Jiguet, 2002 – południowe i południowo-zachodnie wybrzeża Madagaskaru
- L. d. austrinus J.H. Fleming, 1924 – wybrzeża Antarktydy i wyspy antarktyczne.